# Unidad Familiar Confederación de Trabajadores Campesinos
Unidad Familiar Confederación de Trabajadores Campesinos, eller Santa María, är en ort i Mexiko, tillhörande kommunen Zumpango i delstaten Mexiko. Unidad Familiar Confederación de Trabajadores Campesinos ligger i den centrala delen av landet och tillhör Mexico Citys storstadsområde. Orten hade 596 invånare vid folkräkningen 2010.